# Милан Цветковић Лештарић
Милан Цветковић Лештарић, (Врело код Уба, 1881. – Ваљево, 1960) био је ковач и машинбравар, као и учесник Првог балканског рата. Носилац је официрског ордена Карађорђеве звезде са мачевима IV реда

## Биографија
Милан Цветковић Лештарић, рођен је у селу Врело код Уба, 1881. године, од оца Благоја Цветковића (1846—1907), родом из лесковачког краја, и мајке Јелене. Миланов отац најпре је био трговац у Београду, потом трговац, економ и политичар у Врелу, командант Тамнавског батаљона Ваљевске бригаде у ратовима 1876-1878, задружни посленик и председник врељанске општине. Мајка Јелена, била је ћерка Пантелије Лештарића, имућног домаћина и трговца из Врела. Доласком у домаћинство Лештарића, Миланов отац Благоје је свом презимену Цветковић додао је и њихово – Лештарић.

### Ратно искуство
После основне школе у месту рођења Милан Цветковић Лештарић завршио је и Војно-занатлијску школу у Крагујевцу. Више од десет година радио је као ковач и машинбравар у Војно-техничком заводу у овом граду. Војни рок одслужио је у Школи резервних официра пешадије, па је као резервни пешадијски поручник учествовао у Првом балканским рату. Био је изузетно спретан, храбар и способан старешина, а у једној од борби тешко је рањен након чега му је ампутирана лева нога изнад колена. За заслуге у том рату добио је више одликовања и других признања, па и 
официрски орден Карађорђеве звезде са мачевима IV реда о чему је и објављен указ ФАО 13 959.
По избијању Првог светског рата, попут многих својих мештана, морао је у избеглиштво. И Миланов брат Милутин Цв. Лештарић (1885—1915) завршио је Војно-занатлијску школу у Крагујевцу. Неко време радио је као колар а потом и као срески економ. Учествовао је у оба балканска и Првом светском рату. Погинуо је 1915. године и сахрањен на
српском војничком гробљу у Зејтинлику крај Солуна.

### Послератно време
После рата Милан се ангажовао на развоју и унапређењу земљорадничког задругарства и бивао председник Врељанске земљорадничко штедно-кредитне задруге а вршио је и дужност секретара (књиговођа) – благајника још неких земљорадничких задруга у свом селу. Добрим делом захваљујући и његовом упорном раду Врело је између два светска рата било један од значајнијих задружних центара. О развоју задругарства у овом тамнавском селу оставио је детаљну забелешку, која се чува у Збирци поклона Архива у Ваљеву. Био је један од оснивача и руководилаца Народне књижнице и читаонице у Врелу. И сам је доста читао а знао је да лепо пева и свира на виолини. Волео је и пчеларство и важио за узорног пчелара. Током Другог светског рата углавном је радио као општински деловођа.
Женио се два пута. Први пут био је ожењен Јелицом, званом Бела, која је умрла у 21. години. Други брак склопио је са Зорком Алексић (1894—1959), домаћицом из Бањана код Уба, чија је породица масовно била на страни НОП-а током Другог светског рата. Имали су сина Чедомир Цветковића (1912—1985), познатог учитеља и просветног радника у Тамнави. Он је вратио првобитно породично презиме Цветковић.
Милан Цветковић Лештарић, умро је у Ваљево, 1960. године.